# 布鲁克林公共图书馆
40°40′20″N 73°58′7″W / 40.67222°N 73.96861°W
布鲁克林公共图书馆（Brooklyn Public Library）是美國纽约市布鲁克林区的公共圖書館系統。它是紐約市的三個公共圖書館系統之一，也是全美第五大的公共圖書館系統。和另兩個紐約公共圖書館系統（紐約、皇后）一樣，布魯克林公共圖書館是非營利組織，依賴紐約州政府、聯邦政府和大眾的補助或捐款營運。

## 歷史
1892年5月1日，紐約州議會新法，為布魯克林公共圖書館立下法源基礎。同年11月30日，布魯克林區議會通過決議，正式成立布魯克林公共圖書館，並指定瑪麗·克雷吉（Marie E. Craigie）為首任館長。1901年到1923年間，企業家兼慈善家的安德魯·卡內基共捐贈160萬美元給布魯克林公共圖書館，以此資金協助它成立21座分館。

## 管理
布魯克林公共圖書館由38位不支薪委員組成的託管委員會管理。紐約市長和布魯克林區長各指派11名，另外12名委員則經由選舉產生。除了紐約市長、主計長、市議會議長和布魯克林區長是託管委員會的固定成員外，其他委員皆任期三年，期滿改選。
2007年3月，琳達·詹森（Linda E. Johnson）取代迪納·麥克-哈文（Dionne Mack-Harvin）成為執行委員，並在2010年7月1日被任命為布魯克林公共圖書館的臨時行政總監。迪納·麥克-哈文是紐約州第一個出任公共圖書館委員的非裔女性。在迪納之前的執行委員是吉利·庫珀（Ginnie Cooper），之後任職於哥倫比亞特區公共圖書館。

## 分館

### 總館

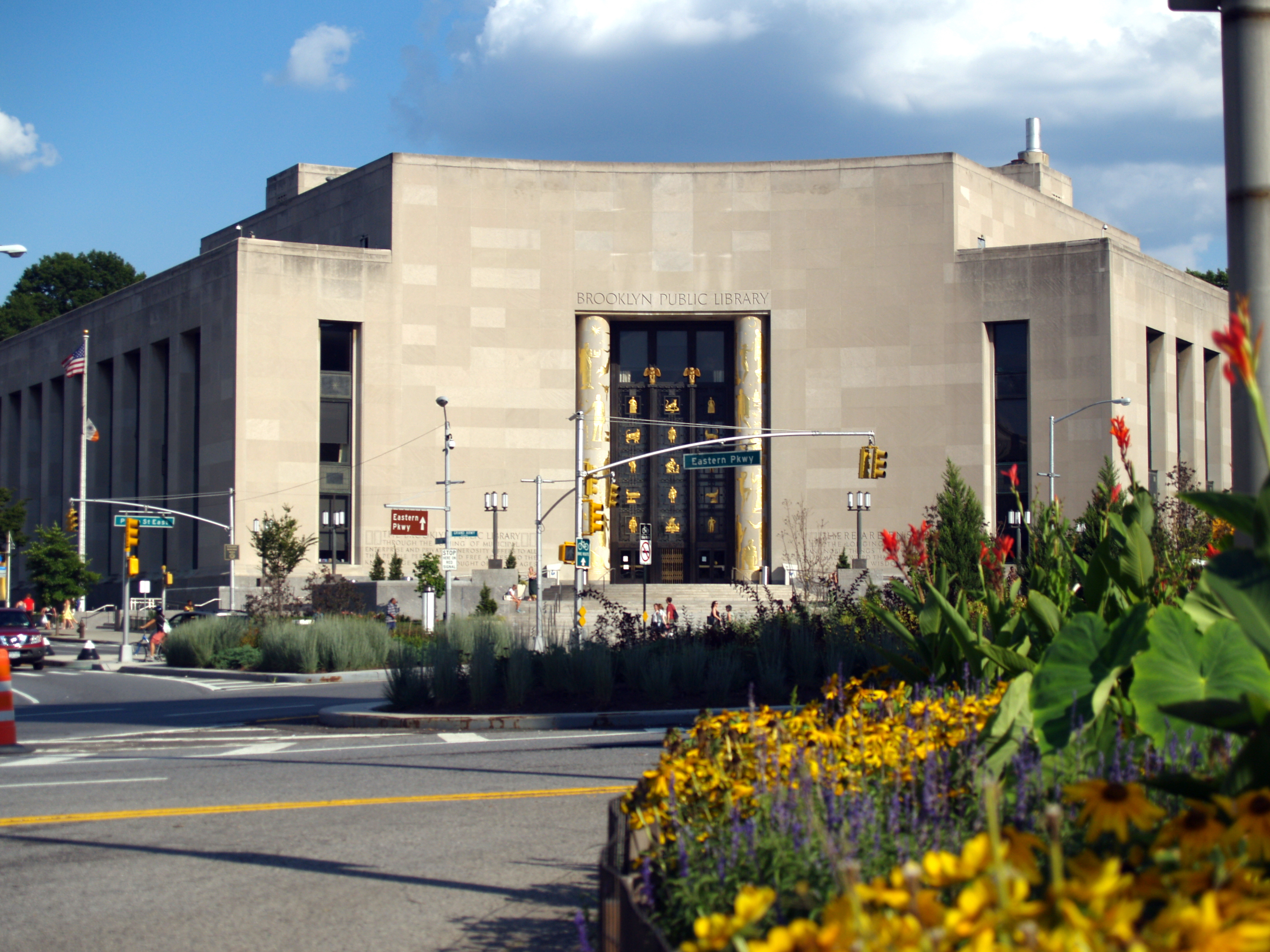
布魯克林中央圖書館，攝於2008年夏季。

布魯克林中央圖書館位於弗萊巴許大道（Flatbush Avenue）和東方園林道（Eastern Parkway）交界的大將軍廣場（Grand Army Plaza）上，擁有豐富的當地歷史文獻，包括書籍、照片、手稿、地圖，甚至道奇隊當年還在布魯克林時的紀念品。布魯克林中央圖書館在1997年受紐約時代里程碑事件記錄委員會指定保存，它有一座史蒂芬·德偉克現代文化中心和一個189個座位的演講廳，可做為演講、讀書會、音樂會之用。布魯克林中央圖書館在大將軍廣場上有一座主廣場，始建於1912年，在現代文化中心興建時重新整修，可在夏季舉辦戶外音樂會，並提供大眾免費的無線網路。
圖書館的原建築師雷蒙德·艾美羅（Raymond Almirall）原本打算興建一座圓頂、四層樓高的雜藝術風格建築，和鄰近的布魯克林博物館類似。但建築成本和政治紛爭使工程拖延十年之久，加上後來第一次世界大戰、經濟大恐慌造成財務吃緊，與1929年弗萊巴許大道完工，使這項設計無法完成，只能永久擱置。1930年代，新的設計師受託重新設計。他們捨棄造架昂貴的建築裝飾和四樓，以艾美羅的設計為基礎，去掉框架後設計出備受輿論好評的裝飾藝術風格建物，並在1938年動工興建，1940年底完工。這座建築被譽為當代美國最佳的裝飾藝術風格建築之一，佔地達33,000平方公尺，總聘用職員達300人。二樓開放於1955年，提供更多空間給公眾使用。
1941年以前，布魯克林中央圖書館的行政辦事處位在弗萊巴許大道上的威廉斯堡儲蓄銀行，它在2002年被列入國家史蹟名錄。布魯克林中央圖書館目前每年有百萬人次的遊客或讀者造訪。

### 商務圖書館
商務圖書館位在布魯克林區卡德曼廣場西228號，歷史比布魯克林公共圖書館本身還久。1852年，幾位市民建立起商務圖書館，1857年，布魯克林商務圖書館協會成立，和商務圖書館共用一棟建築。商務圖書館的收藏偏向實業，文學或哲學類書籍較無收藏。1869年，圖書館和協會強化彼此的聯繫，並一起搬進蒙塔街新館。1878年，商務圖書館改稱布魯克林圖書館，其商務參考部門在1943年獨立為商務圖書館。
1957年，商務圖書館擴大其規模，在市政府同意後在布魯克林高地興建新的館舍。1962年6月1日，新圖書館大樓開放使用，1993年進行擴建工程。

### 流動書車
流動書車是一台長9.8公尺、高3.5公尺的巴士，在某地區的分館閉館整修時帶著6,000本藏書服務當地社區。流動書車另外還設有兒童書車，裝飾比大書車來得鮮豔，在學校、日間護理中心、幼稚園、課後托育場所和社區活動中心穿梭，夏季時還會到公園或露營地服務。兒童書車除了講故事活動，還提供手工藝製作。